# Inotropizam
Inotropizam (od engl. reči inotropic) je fiziološki pojam koji se odnosi na sposobnost srčane pumpe da se kontrahuje. U skladu sa kronotropizmom, dromotropizmom i batmotropizmom on je jedan od 4 temeljna svojstva srca s funkcionalne tačke gledišta. Njim se označava uticaj na snagu, odnosno kontraktilnost srca, odnosno intenzitet razvijene sile za datu početnu dužinu srčanog mišića. Kao mera kontraktilnosti srca klinički se koristi maksimalan izovolumetrijski porast pritiska. Kontraktilnost se može povećati egzogeno, pozitivnim inotropnim uticajima, koji se postiže izvođenjem izovolumetrijskog maksimuma. Tako se pomaže srcu u slučaju povećanog sistemskog krvnog pritiska ili volumena u komorama na kraju sistole. Inotropni uticaj izvode kateholamini preko beta-1 receptora.

## Etimologija
Etimološki reč inotropizam se sastoji od 3 komponente. starogrčke - ἰνός inos, što znači "živac" ili "vlakno"; Tropos, što znači "promeniti", "okrenuti" ili "skrenuti" i konačno - doktrinarnog sufiks - izo, koji formira imenice koje se široko koristi u jezicima sa latinskim korenima. To bi doslovno prevelo "promena u vlaknima" koja je prilagođena "kontrakciji".
Iako je upotreba izraza namenjena gotovo isključivo da ukaže na srce, u medicinskoj literaturi to nije tako jer se inotropizam primenjuje i na bilo koji mišić tela u klasičnim publikacijama. Međutim danas mnogi autori su to prestali raditi, tako da se inotropizam ne koristi za mišiće izvan srca.
Inotropizam, kao i svaka druga osobina srca, može pretrpeti promene. Iako one nisu uvek simptomatične one u slučaju da pacijent ima znakove zatajenja srca, zahtevaju lečenje, koje će gotovo uvek biti usmereno na poboljšanje ili povećanje kontraktilnog kapaciteta srca.

## Osnovne informacije iz fiziologije srca
Sistemsku komorsku funkciju srca možemo proceniti pomoću minutnog volumena, a normalna vrednost obično iznosi oko 4,5 -5  L/min. Minutni volumen srca je funkcija izražena brzinom otkucaja srca i volumenom krvi koja je izbačena svakim otkucajem (udarni volumen).
Udarni volumen srca zavisi od tri parametra:
- kontraktilnosti,
- predopterećenja i
- postoperećenju.

Predopterećenje je volumen koju krv zauzima u  komori neposredno pre kontrakcije (krajnji dijastolni volumen), a odražava nivo rastegljivosti miofibrila. Dilatacija leve komore, hipertrofija i  promene u  srčanoj rastegljivosti mogu promeniti predopterećenje. Postopterećenje je sila protiv koje srce mora raditi, a određena je pritiskom u srčanoj šupljini, volumenom i debljinom srčanog zida u vreme otvaranja aortnih zalistaka; povećano postopterećenje uzrokuje smanjenje udarni volumen srca.
Frank–Starlingov zakon opisuje odnos između predopterećenja i srčanog rada i navodi da je učinak miokarda (određen udarnim ili minutnim volumenom)  proporcionalan predopterećenju, unutar normalnog fiziološkog raspona. Uzlazni deo krivulje prikazuje kako povećanje predopterećenja dovodi do porasta minutnog volumena srca.

Teledijastoni pritisci rastu, a preterano „rastegnuti" miokard prelazi na silazni deo krivulje i dolazi do smanjenja udarnog volumena i sistolnog pritiska. Povećanje dužine mišića rezultuje povećanjem kontraktilne snage do određene granice, nakon čega dalje povećanje dužine dovodi do funkcionalnog oštećenja. Nadalje, autonomni nervni sistem ima veliki uticaj na srčanu frekvenciju i udarni volumen srca, pa tako parasimpatička stimulacija smanjuje srčanu frekvenciju, dok simpatička stimulacija ima suprotan učinak i povećava kontraktilnost miokarda i vaskularni otpor. Obe promene povećavaju iskorištenje energije.

## Medicinska upotreba
Inotropni lekovi se primjenjuju za povećanje kontraktilnosti miokarda. Intravenski se primjenjuju kod bolesnika sa izraženim simptomima malog istisnog volumena srca (retencija tečnosti uz znake hipoperfuzije organa). Primjenjuju se isključivo u bolnici i to kratko.
I pozitivni i negativni inotropi se koriste u lečenju različitih kardiovaskularnih stanja. Izbor agensa u velikoj meri zavisi od specifičnih farmakoloških efekata pojedinih sredstava u odnosu na stanje pacijenta. Jedan od najvažnijih faktora koji utiče na inotropno stanje je nivo kalcijuma u citoplazmi mišićne ćelije. Pozitivni inotropi obično povećavaju ovaj nivo, dok ga negativni inotropi smanjuju. Međutim, ne utiču svi pozitivni i negativni lekovi na oslobađanje kalcijuma i, među onima koji na to utiču, mehanizam za manipulisanje nivoom kalcijuma može se razlikovati od leka do leka.
Iako se često preporučuje primena vazopresora preko centralne linije zbog rizika od lokalnog oštećenja tkiva ako lek uđe u lokalno tkivo, oni su verovatno sigurni ako se daju manje od dva sata u dobroj perifernoj intravenskoj infuziji.

### Pozitivni inotropni lekovi
Povećavanjem koncentracije unutarćelijskog kalcijuma ili povećanjem osetljivosti receptorskih proteina na kalcijum, pozitivni inotropni lekovi mogu povećati kontraktilnost miokarda.  Koncentracije unutarćelijskog kalcijuma mogu se povećati povećanjem priliva u ćeliju ili stimulisanjem oslobađanja iz sarkoplazmatskog retikuluma.
U ćeliji, kalcijum može proći kroz jedan od dva kanala: L-tip kalcijumovog kanala (dugotrajan) i T-tip kalcijumovog kanala (privremeni). Ovi kanali različito reaguju na promene napona na membrani: Kanali tipa L reaguju na veće membranske potencijalu, otvaraju se sporije i ostaju otvoreni duže od kanala tipa T.
Zbog ovih svojstava, kanali tipa L važni su za održavanje akcionog potencijala, dok su kanali tipa T važni za njihovo pokretanje. 
Povećavanjem unutarćelijskog kalcijuma, dejstvom kanala tipa L, akcioni potencijal se može održati duže, pa se stoga kontraktilnost povećava.
Pozitivni inotropi se koriste za podršku srčanoj funkciji u uslovima kao što su:
- dekompenzovana kongestivna srčana insuficijencija,
- kardiogeni šok,[12]
- septički šok,[13]
- infarkt miokarda,[14]
- kardiomiopatija,[15] itd.

#### Primeri pozitivnih inotropnih lekova
| Digoksin                   | Digoksin je kardiotonični glikozid sa inotropnim dejstvom, koji idirektno deluje na srčani mišić i povećava sistolnu kontrakciju srca. Ovim mehanizmom on smanjuje simptome insuficijencije i povećati kvalitet života i toleranciju na fizičke aktivnosti kod bolesnika sa blagim do umjenim oblikom zastoja srca. |
| Berberine                  | |
| Kalcijum                   | |
| Senzibilizatori kalcijuma  | - Levosimendan |
| Kateholamini               | - Dopamin - Dobutamin - Dopeksamin - Adrenalin (epinefrin) - Izoproterenol (izoprenalin) - Noradrenalin (noradrenalin) |
| Angiotenzin II             | |
| Eikozanoidi                | - Prostaglandini |
| Inhibitori fosfodiesteraze | - Enoksimon - Milrinone - Amrinone - Teofilin |
| Glukagon                   | |
| Insulin                    | |

### Negativni inotropni lekovi
Negativni inotropni lekovi smanjuju kontraktilnost miokarda i koriste se za smanjenje opterećenja srca u uslovima kao što je angina pektoris Iako negativni inotropizam može precipitirati ili pogoršati srčanu insuficijenciju, veruje se da određeni beta blokatori (npr. Karvedilol, bisoprolol i metoprolol) smanjuju morbiditet i mortalitet kod kongestivne srčane insuficijencije.

#### Primeri negativnih inotropnih lekova
| Beta blokatori        | Ovo je klasa lekova koji se koriste za različite indikacije. Oni se pogotovo važni u kontroli srčanih aritmija, kardiozaštiti nakon srčanog udara i tretmanu hipertenzije. Kao antagonisti beta adrenergičkog receptora oni umanjuju dejstvo epinefrina (adrenalina) i drugih hormona stresa. - Ne-dihidropiridinski blokatori kalcijumovih kanala - Diltiazem - Verapamil                                                              |
| Antiaritmici klase IA | Ovi lekovi blokiraj kalijumove kanale i dovode do produženja ukupnog vremena akcionog potencijala. Koriste se u terapiji tahikardije i fibrilacije pretkomora, Wolf-Parkinson-Whiteovog sindroma, supraventrikularnih i ventrikularnih aritmija i ventrikularnih paroksizmalnih tahikardija. - Kuinidine - Prokainamid - Disopiramid |
| Antiaritmici klase IC | Ovi lekovi blokiraju natrijumove kanale dosta dugo (više od 10 sekundi). Zbog toga su natrijumovi kanali blokirani i u sistoli i u fazi mirovanja, što dovodi do značajnog usporavanja provođenja impulsa u srcu. Koriste se u lečenju tahikardija iz AV čvora, supraventrikularnih tahikardija u Wolf-Parkinson-Whiteovom sindromu ili paroksizmalna fibrilacija pretkomora. Takođe, koriste se za lečenje ventrikularnih tahikardija. |
| Flekainid             | Koristi se za sprečavanje i lečenje abnormalno brzih otkucaja srca koji uključuju ventrikularne i supraventrikularne tahikardije. Njegova upotreba se preporučuje samo kod onih sa opasnim aritmijama ili kada se značajni simptomi ne mogu lečiti drugim tretmanima. Njegova upotreba ne smanjuje rizik od smrti osobe. Uzima se na usta ili injekcijom u venu.                                                                        |
| Izovoakangin          | |

## Neželjena dejstva
Glavne nuspojave kod upotrebe ovih lekova javljuju se prvenstveno kada se primjenjuju u  velikim dozama, posebno kod starijih osoba, ali velike doze nisu potrebne za kliničke prednosti. Najveći  štetni učinci uključuju:
- srčane aritmije,
- gastrointestinalne simptome  (npr anoreksija, mučnina i povraćanje)
- neurološke simptome (npr.vizualni poremećaji, dezorijentacija i konfuzija).[23]

## Literatura
- Papadimitriou L, Hamo CE, Butler J. Heart failure guidelines on pharmacotherapy, U: Handbook of experimental pharmacology, Bauersachs J, Butler J, Sander P, urednici, Charm, Springer International Publishing, 2017, 109-133.
- Liu, Licette CY; Schutte, Elise; Gansevoort, Ron T.; Van Der Meer, Peter; Voors, Adriaan A. (2015). „Finerenone: third-generationmineralocorticoid receptorantagonist for the treatment ofheart failure and diabetic kidneydisease”. Expert Opinion on Investigational Drugs. 24 (8): 1123—1135. PMID 26095025. doi:10.1517/13543784.2015.1059819.

|  | Molimo Vas, obratite pažnju na važno upozorenje u vezi sa temama iz oblasti medicine (zdravlja). |